# Кампания белой ленточки

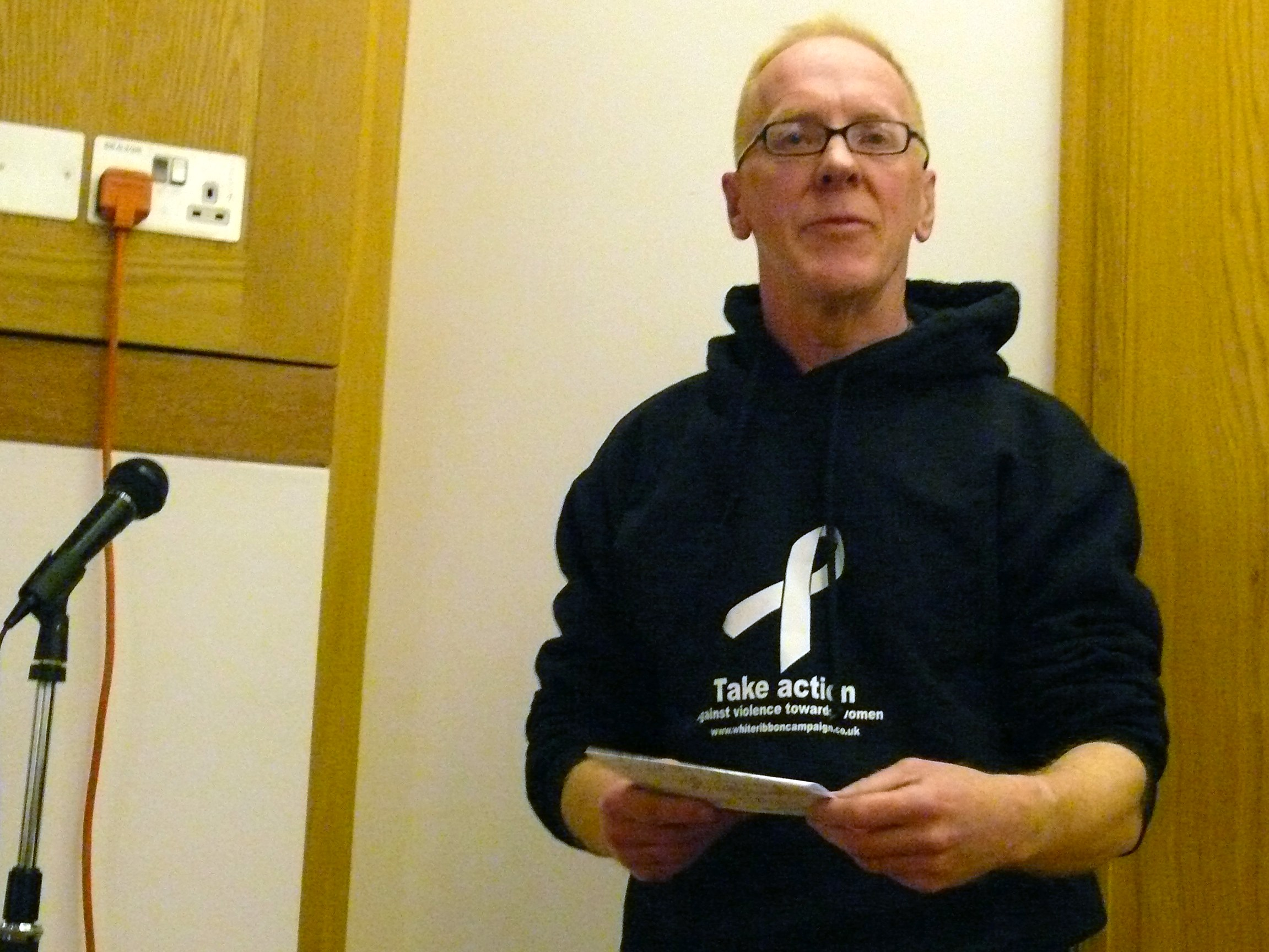
Руководитель британского движения White Ribbon Campaign в свитере с изображением белой ленточки

Кампания белой ленточки (англ. White Ribbon Campaign) — движение, возникшее среди канадских мужчин после массового убийства в Политехнической школе Монреаля, совершённого на почве ненависти к феминизму Марком Лепином 6 декабря 1989 года, в результате которого погибли 14 женщин. Кампания белой ленточки сформировалась в 1991 году в Торонто и имела непосредственное отношение к вышеуказанному движению. Сейчас она стала международной и получила распространение среди мужчин в 57 странах. Ношение белой ленточки, по мнению организаторов кампании, выражает «личную присягу никогда не совершать, не оправдывать и не замалчивать насилие против женщин и девочек».
Белая лента неоднократно использовалась мужчинами-феминистами в Канаде и Великобритании как символ поддержки женщин, предоставления им равных прав и борьбы с насилием в семье.